# Nya Zeelands damlandslag i handboll
Nya Zeelands damlandslag i handboll representerar Nya Zeeland i handboll på damsidan. Laget har flera gånger slutat på andra plats vid oceaniska mästerskapet.

### Fotnoter
1. ↑  Todor Krastev. ”Handball Oceania Archive” (på engelska). Sport Statistics. Arkiverad från originalet den 5 december 2016. https://web.archive.org/web/20161205034831/http://www.todor66.com/handball/Oceania/index.html. Läst 28 juni 2015.